# Audrey Lacroix
Audrey Lacroix (Pont-Rouge (Quebec), 17 november 1983) is een Canadese zwemster. Ze vertegenwoordigde haar vaderland op de Olympische Zomerspelen 2008 in Peking en op de Olympische Zomerspelen 2012 in Londen.

## Carrière
Bij haar internationale debuut, op de wereldkampioenschappen zwemmen 2001 in Fukuoka, werd Lacroix uitgeschakeld in de halve finales van zowel de 100 als de 200 meter vlinderslag en in de series van de 50 meter vlinderslag. Op de 4x100 meter wisselslag eindigde ze samen met Jennifer Fratesi, Rhiannon Leier en Laura Nicholls op de achtste plaats.
Tijdens de Gemenebestspelen 2002 in Manchester eindigde de Canadese als vijfde op de 100 meter vlinderslag en als zevende op de 200 meter vlinderslag, daarnaast strandde ze in de halve finales van de 50 meter vlinderslag. Op de Pan-Pacifische kampioenschappen zwemmen 2002 in Yokohama eindigde Lacroix als zesde op zowel de 100 als de 200 meter vlinderslag, op de 100 meter vrije slag werd ze uitgeschakeld in de halve finales. Samen met Jessica Deglau, Jen Button en Elizabeth Collins eindigde ze als vierde op de 4x200 meter vrije slag.
In Santo Domingo nam de Canadese deel aan de Pan-Amerikaanse Spelen 2003. Op dit toernooi veroverde ze de gouden medaille op de 200 meter vlinderslag en de zilveren medaille op de 100 meter vlinderslag. Op de 4x100 meter vrije slag legde ze samen met Elizabeth Collins, Joanne Malar-Morreale en Kelly Doody beslag op de zilveren medaille. Samen met Joanne Malar-Morreale, Kathleen Stoody en Elizabeth Collins sleepte ze de zilveren medaille in de wacht op de 4x100 meter wisselslag.
Tijdens de wereldkampioenschappen kortebaanzwemmen 2004 in Indianapolis veroverde Lacroix de bronzen medaille op de 200 meter vlinderslag, daarnaast werd ze uitgeschakeld in de halve finales van de 100 meter vlinderslag en in de series van de 50 meter vlinderslag. Op de 4x200 meter vrije slag eindigde ze samen met Kelly Doody, Jen Button en Tanya Hunks op de vijfde plaats. Samen met Erin Gammel, Lisa Blackburn en Anna Lydall eindigde ze als vijfde op de 4x100 meter wisselslag.

### 2005-2008
Op de wereldkampioenschappen zwemmen 2005 in Montreal strandde de Canadese in de halve finales van zowel de 100 als de 200 meter vlinderslag. Op de 4x100 meter wisselslag werd ze samen met Erin Gammel, Christin Petelski en Geneviève Simard uitgeschakeld in de series. Samen met Geneviève Simard, Tanya Hunks en Brittany Reimer zwom ze in de series van de 4x200 meter vrije slag, in de finale eindigden Simard, Hunks en Reimer samen met Kelly Stefanyshyn op de zevende plaats.
In Melbourne nam Lacroix deel aan de Gemenebestspelen 2006. Op dit toernooi sleepte ze de bronzen medaille in de wacht op de 100 meter vlinderslag, daarnaast eindigde ze als vierde op de 200 meter vlinderslag en strandde ze in de halve finales van de 50 meter vlinderslag. Op de 4x100 meter wisselslag legde ze samen met Kelly Stefanyshyn, Lauren Van Oosten en Erica Morningstar beslag op de bronzen medaille. Tijdens de Pan-Pacifische kampioenschappen zwemmen 2006 in Victoria eindigde de Canadese als zevende op de 100 meter vlinderslag en als achtste op de 200 meter vlinderslag, op de 100 meter vrije slag werd ze uitgeschakeld in de series.
Op de wereldkampioenschappen zwemmen 2007 in Melbourne eindigde Lacroix als vijfde op de 200 meter vlinderslag, daarnaast strandde ze in de series van zowel de 50 als de 100 meter vlinderslag.
In Peking nam de Canadese deel aan de Olympische Zomerspelen van 2008. Op dit toernooi werd ze uitgeschakeld in de halve finales van de 200 meter vlinderslag en in de series van de 100 meter vlinderslag. Samen met Julia Wilkinson, Annamay Pierse en Erica Morningstar eindigde ze als zevende op de 4x100 meter wisselslag. Op de 4x100 meter vrije slag eindigde ze samen met Julia Wilkinson, Erica Morningstar en Geneviève Saumur op de achtste plaats.

### 2009-2012
Tijdens de wereldkampioenschappen zwemmen 2009 in Rome eindigde Lacroix als zevende op de 200 meter vlinderslag, daarnaast strandde ze in de series van zowel de 50 als de 100 meter vlinderslag. Samen met Julia Wilkinson, Annamay Pierse en Victoria Poon eindigde ze als zesde op de 4x100 meter wisselslag.
Op de Pan-Pacifische kampioenschappen zwemmen 2010 in Irvine eindigde de Canadese als vierde op de 200 meter vlinderslag en als zevende op de 100 meter vlinderslag. Op de 100 meter vrije slag werd ze uitgeschakeld in de series. In Delhi nam Lacroix deel aan de Gemenebestspelen 2010. Op dit toernooi veroverde ze de zilveren medaille op de 200 meter vlinderslag en eindigde ze als zevende op de 100 meter vlinderslag, daarnaast strandde ze in de halve finales van de 50 meter vlinderslag. Op de 4x100 meter wisselslag sleepte ze samen met Julia Wilkinson, Annamay Pierse en Victoria Poon de bronzen medaille in de wacht. Tijdens de wereldkampioenschappen kortebaanzwemmen 2010 in Dubai eindigde de Canadese als zevende op de 200 meter vlinderslag, op de 100 meter vlinderslag werd ze uitgeschakeld in de series. Samen met Sinead Russell, Martha McCabe en Victoria Poon eindigde ze als zesde op de 4x100 meter wisselslag.
Op de wereldkampioenschappen zwemmen 2011 in Shanghai strandde Lacroix in de halve finales van de 200 meter vlinderslag en in de series van de 100 meter vlinderslag.
In Londen nam de Canadese deel aan de Olympische Zomerspelen van 2012. Op dit toernooi werd ze uitgeschakeld in de halve finales van de 200 meter vlinderslag.

### 2013-heden
Tijdens de wereldkampioenschappen zwemmen 2013 in Barcelona strandde Lacroix in de halve finales van de 200 meter vlinderslag.
Op de Gemenebestspelen 2014 in Glasgow veroverde de Canadese de gouden medaille op de 200 meter vlinderslag en eindigde ze als zevende op de 100 meter vlinderslag. Op de 4x100 meter wisselslag zwom ze samen met Sinead Russell, Kierra Smith en Michelle Williams in de series, in de finale legde Russell samen met Tera Van Beilen, Katerine Savard en Sandrine Mainville beslag op de bronzen medaille. Voor haar aandeel in de series werd Lacroix beloond met de bronzen medaille. In Gold Coast nam Lacroix deel aan de Pan-Pacifische kampioenschappen zwemmen 2014. Op dit toernooi eindigde ze als vijfde op de 200 meter vlinderslag en als achtste op de 100 meter vlinderslag. Tijdens de wereldkampioenschappen kortebaanzwemmen 2014 in Doha werd de Canadese uitgeschakeld in de series van zowel de 100 als de 200 meter vlinderslag.
Op de Pan-Amerikaanse Spelen 2015 in Toronto sleepte Lacroix de gouden medaille in de wacht op de 200 meter vlinderslag. In Kazan nam de Canadese deel aan de wereldkampioenschappen zwemmen 2015. Op dit toernooi strandde ze in de halve finales van de 200 meter vlinderslag.

## Internationale toernooien
| Jaar | Olympische Spelen                                                                   | WK langebaan | WK kortebaan                                                                                               | PanPacs                                                                          | Gemenebestspelen                                                                          | Pan-Ams                                                                     |
| ---- | ----------------------------------------------------------------------------------- | --- | --- | -------------------------------------------------------------------------------- | ----------------------------------------------------------------------------------------- | --------------------------------------------------------------------------- |
| 2001 |                                                                                     | 27e 50m vlinderslag 10e 100m vlinderslag 15e 200m vlinderslag 8e 4x100m wisselslag                               | |                                                                                  |                                                                                           |                                                                             |
| 2002 |                                                                                     | | geen deelname                                                                                              | 13e 100m vrije slag 6e 100m vlinderslag 6e 200m vlinderslag 4e 4x200m vrije slag | 12e 50m vlinderslag 5e 100m vlinderslag 7e 200m vlinderslag                               |                                                                             |
| 2003 |                                                                                     | geen deelname | |                                                                                  |                                                                                           | 100m vlinderslag · 200m vlinderslag · 4x100m vrije slag · 4x100m wisselslag |
| 2004 | geen deelname                                                                       | | 24e 50m vlinderslag · 9e 100m vlinderslag · 200m vlinderslag · 5e 4x200m vrije slag · 5e 4x100m wisselslag |                                                                                  |                                                                                           |                                                                             |
| 2005 |                                                                                     | 14e 100m vlinderslag 14e 200m vlinderslag 7e 4x200m vrije slag Lacroix zwom enkel de series 12 4x100m wisselslag | |                                                                                  |                                                                                           |                                                                             |
| 2006 |                                                                                     | | geen deelname                                                                                              | 22e 100m vrije slag 7e 100m vlinderslag 8e 200m vlinderslag                      | 9e 50m vlinderslag · 100m vlinderslag · 4e 200m vlinderslag · 4x100m wisselslag           |                                                                             |
| 2007 |                                                                                     | 22e 50m vlinderslag 27e 100m vlinderslag 5e 200m vlinderslag                                                     | |                                                                                  |                                                                                           | geen deelname                                                               |
| 2008 | 28e 100m vlinderslag 13e 200m vlinderslag 8e 4x100m vrije slag 7e 4x100m wisselslag | | geen deelname                                                                                              |                                                                                  |                                                                                           |                                                                             |
| 2009 |                                                                                     | 45e 50m vlinderslag 20e 100m vlinderslag 7e 200m vlinderslag 6e 4x100m wisselslag                                | |                                                                                  |                                                                                           |                                                                             |
| 2010 |                                                                                     | | 21e 100m vlinderslag 7e 200m vlinderslag 6e 4x100m wisselslag                                              | 12e 100m vlinderslag 7e 100m vlinderslag 4e 200m vlinderslag                     | 12e 50m vlinderslag · 6e 100m vlinderslag · 200m vlinderslag · 4x100m wisselslag          |                                                                             |
| 2011 |                                                                                     | 20e 100m vlinderslag 12e 200m vlinderslag                                                                        | |                                                                                  |                                                                                           | geen deelname                                                               |
| 2012 | 12e 200m vlinderslag                                                                | | geen deelname                                                                                              |                                                                                  |                                                                                           |                                                                             |
| 2013 |                                                                                     | 10e 200m vlinderslag                                                                                             | |                                                                                  |                                                                                           |                                                                             |
| 2014 |                                                                                     | | 25e 100m vlinderslag 14e 200m vlinderslag                                                                  | 8e 100m vlinderslag 5e 200m vlinderslag                                          | 7e 100m vlinderslag · 200m vlinderslag · 4x100m wisselslag · Lacroix zwom enkel de series |                                                                             |
| 2015 |                                                                                     | 12e 200m vlinderslag                                                                                             | |                                                                                  |                                                                                           | 200m vlinderslag                                                            |

## Persoonlijke records
Bijgewerkt tot en met ??
Kortebaan
| Afstand          | Tijd    | Datum           | Plaats |
| ---------------- | ------- | --------------- | ------ |
| 100m vlinderslag | 56,74   | 8 augustus 2009 | Leeds  |
| 200m vlinderslag | 2.03,20 | 6 augustus 2009 | Leeds  |

Langebaan
| Afstand          | Tijd    | Datum        | Plaats   |
| ---------------- | ------- | ------------ | -------- |
| 100m vlinderslag | 58,65   | 29 juni 2014 | Montreal |
| 200m vlinderslag | 2.05,95 | 30 juli 2009 | Rome     |